# Крячків острів
Крячків острів — острів біля правого берегу Дніпра навпроти Лоц-Кам'янки супроти балки Верхня Сажавка. Був розташований на такій самій відстані від правого берегу, що й острів Кам'януватий. Показаний на «Плане реки Днепра» 1780 року. Розміри: 1 верста завдовжки й 125 саженів завширшки.